# Chamaepsila humeralis
Chamaepsila humeralis är en tvåvingeart som först beskrevs av Zetterstedt 1847.  Chamaepsila humeralis ingår i släktet Chamaepsila, och familjen rotflugor. Arten är reproducerande i Sverige.